# Damnatio ad metalla
Con la locuzione damnatio ad metalla, che tradotta letteralmente significa "condanna ai metalli" (cioè, alle miniere), si indica la condanna ai lavori forzati perpetui, in particolare in miniera, largamente irrogata nell'antica Roma. Forme analoghe di questa condanna si riferivano ai lavori forzati in altre opere pubbliche, che tenevano conto di specifiche realtà ed esigenze locali, e si avevano pertanto condanne ad esempio "ad salinas" o ad altri simili "campi" di lavoro.
La condanna, che rappresentava un quid minus rispetto alla damnatio ad bestias (che era in pratica una poena capitis), era irrogata per reati meno gravi o in presenza di qualche attenuante; per gravità è classificata immediatamente dopo la pena di morte e i  summa supplicia. Come altre pene di pari gravità, non poteva essere inflitta a senatori, cavalieri e decurioni (per i quali si applicava, a parità di condizioni, la deportatio).
La pena era corredata dalla sanzione accessoria della servitus poenae, con la quale il condannato perdeva la sua capacità giuridica e, perso lo status libertatis, si scioglieva d'ufficio l'eventuale matrimonio e ogni suo avere era  confiscato dallo Stato (solo con Giustiniano I la pena non comportò più la perdita dello status libertatis). Una variante della pena era la damnatio ad opus metallicum, che differiva dall'altra per alcuni dettagli della restrizione della libertà personale e per la perdita della cittadinanza.
Era in realtà una temuta forma di esercizio di schiavitù, cui si riducevano criminali pericolosi e molti martiri cristiani, stanti anche le condizioni di vita dei condannati, destinati in genere a una breve e dolorosa sopravvivenza. Ne scrisse, ad esempio, Diodoro Siculo in termini di "inferno in Terra".